# Чакрабон, Нариса
Нариса Чакрабон (англ. Narisa Chakrabongse; род. 2 августа 1956) — писатель, издатель, активист, борец за экологию, Нариса Чакрабон — единственная дочь тайского принца Чулы, единственная внучка принца Чакрабона и Екатерины Десницкой, правнучка сиамского короля Рамы V. Официальный титул — Мом Рачавонг (по-тайски: หม่อมราชวงศ์นริศรา จักรพงษ์).
Основатель издательства River Books (Бангкок, Таиланд), автор книг и иллюстрированных путеводителей по искусству, истории и культуре Таиланда и Юго-Восточной Азии, соавтор книги «Катя и принц Сиама» о драматической истории любви сиамского принца и русской дворянки (училась в Петербурге на курсах сестер милосердия) на фоне исторических событий начала XX века.
Основатель и президент фонда Green World Foundation, созданного в 1990 году под патронажем Её Королевского Высочества Принцессы Гальяни Вадтаны. Фонд занимается изучением текущего экологического статуса природного мира Таиланда и распространением информации о нём среди студентов и широкой общественности через издание энциклопедий, создание открытого информационного центра, организацию выставок и других публичных мероприятий, а также через различные мультимедийные каналы.

## Детство и юность
Нариса родилась в Лондоне и провела первые годы жизни в Тредити, поместье принца Чулы Чакрабона в Корнуолле, Англии, а также в Бангкоке. Она была поздним ребёнком, рождённом на девятнадцатом году брака Чулы Чакрабона и Элизабет Хантер.
Первыми языками Нарисы были английский и тайский. Нариса Чакрабон первоначально посещала ближайшую к Корнуоллу школу в Бодмине. Отец Нарисы умер от рака в 1963 году[2], когда ей было всего 7 лет. После этого учёба Нарисы была организована таким образом: она проводила два семестра в новой школе в Корнуолле и один семестр — в школе Читралада на территории дворца Читралада в Бангкоке. Там Нариса училась в одном классе с младшей дочерью короля Рамы IX принцессой Чулабхорн. В Таиланде Нариса также занималась балетом и тайскими танцами.
Когда Нарисе исполнилось 12 лет, она поступила в частную английскую школу-интернат в графстве Суррей. Она больше не ездила в свою бангкокскую школу, но продолжала изучать тайский язык.
Мать Нарисы умерла, когда девочке было всего 15 лет. Она оставила школу и переехала в Лондон, где поселилась в доме своей тети. В 16 лет она пошла в школу Св. Павла для девочек, которая считалась лучшей в Англии. Там Нариса впервые начала изучать русский язык.
Закончив школу, Нариса по рекомендации учителей поступила в Школу восточных и африканских исследований (Университет SOAS) в Лондоне для изучения китайского языка, но вскоре оставила её и поступила на отделение Истории искусств Института искусства Курто. Спустя три года она получила диплом с отличием. Позже Нариса вернется в институт для получения степени магистра в области исследований Юго-Восточной Азии.

## Семья
Нариса Чакрабон вышла замуж за Аллена Леви, когда ей было 24 года. 6 августа 1981 года у неё родился сын, Хьюго Чула Александр Леви (Чулачак Чакрабон), сейчас — музыкант. После развода Нариса вторично вышла замуж за Корсвасти Свасти Томсона. Во втором браке у неё родился сын Доминик Пувасават Чакрабон (22.05.1991), сейчас — активист-эколог. 
Нариса живёт в Лондоне и Бангкоке. Семейный дом Чакрабонов на реке Чаопрайя в нескольких сотнях метров от Королевского дворца превращен в исторический бутик-отель. Здесь часто проходят различные культурные мероприятия.

## Книги
Книги Нарисы Чакрабон, выпущенные в соавторстве с другими писателями и фотографами, посвящены семейной истории или истории Таиланда и Юго-Восточной Азии.
О том, как возникла идея написать книгу об истории любви принца Сиама и девушки Екатерины Десницкой родом из Киева, Нариса рассказывает в интервью ТАСС: «Кое-что я узнала, когда мне было ещё около четырёх лет. Свою бабушку (Екатерину Десницкую) я видела только один раз. Мы приезжали в Париж её навестить. Все, что я слышала про эту историю, давало лишь отрывочное представление. Мой отец умер, когда мне было только семь, так что собрать все детали воедино оказалось непростой задачей. Однажды, когда моя мама была больна, я сидела в её доме и смотрела на старые письма, дневники, фотографии… Тогда-то и пришло понимание, что это очень хорошая история.
Моя тетя по материнской линии (Айлин Хантер. — Прим. ТАСС) была писательницей. Мы договорились написать книгу вместе, используя документы, которые нашли в семейном архиве. От моего дедушки (принца Чакрабона) осталось много дневников на тайском и русском языках, а также письма, написанные на русском».
Книга «Катя и принц Сиама» вышла на английском языке в 1995 году, в русском переводе Марии Десницкой — в 2004.

### Книги Нарисы Чакрабон на русском языке
Хантер Эйлин, Чакрабон Нариса. Катя и принц Сиама. — Городец, 2004. — 256 с.

### Книги Нарисы Чакрабон на английском языке
Narisa Chakrabongse, Eileen Hunter. Katya & the Prince of Siam. River Books. 1995.
Narisa Chakrabongse, Naengnoi Suksri. Palaces of Bangkok: Royal residences of the Chakri dynasty. Asia Books. 1996.
Narisa Chakrabongse, Henry Ginsburg, Santanee Phasuk, and Dawn F. Rooney. Siam in trade and war: Royal maps of the nineteenth century. River Books. 2006.
Narisa Chakrabongse, Naengnoi Suksri, and Thanit Limpanandhu. The Grand Palace and Old Bangkok. River Books. 2010.
Narisa Chakrabongse, Worawat Thonglor. Riverside Recipes: Thai Cooking at Chakrabongse Villas. River Books. 2014.
Narisa Chakrabongse. Letters from St. Petersburg — A Siamese Prince at the Court of the Last Tsar. River Books. 2017.

### Переводы
Нариса также является переводчиком нескольких книг на английский язык. Так, она перевела с французского языка книгу «Буддистское искусство» Джилля Бигуина, а с тайского книгу «Корни тайского искусства».

## Издательская деятельность
Издательство River Books было основано Нарисой Чакрабон в 1989 году для публикации книг по истории, искусству и культуре Юго-Восточной Азии. Сохранение уникальных исчезающих культур, детальное описание памятников архитектуры и прикладного искусства — основной приоритет работы издательства. Кроме того, в последние годы список изданий пополнился переводами тайской литературы и англоязычной художественной литературой о Таиланде.
«Хотя маленькое издательство — это тяжелый труд, — говорит Нариса Чакрабон в интервью Bangkok 101, — он также приносит большую радость, так как каждая книга — это отдельный проект, который дает возможность познакомиться с новыми интересными людьми».

## Фонд Green World Foundation
Экологический фонд Green World Foundation был учрежден Нарисой Чакрабон под патронажем Ее Королевского Высочества Принцессы Гальяни Вадтаны с целью предоставления актуальной информации о состоянии экологии Таиланда, используя самые разнообразные мультимедийные каналы.
В последнее десятилетие Фонд фокусируется на работе в условиях городской среды с целью восстановления связи города и природы. Это подразумевает мероприятия по изучению биологического разнообразия города, и его связи со здоровьем человека.

## Виллы Чакрабона
Виллы Чакрабона — это кусочек старого Бангкока, расположенный в самом в центре исторического города, на реке Чаопрайя. Принц Чакрабон построил эту резиденцию в 1908 году для отдыха от суеты Королевского дворца. Умиротворяющие виды на реку и шпили Ват Аруна (или Храма Утренней зари) погружают гостей виллы в размеренный темп жизни давно ушедшей в прошлое эпохи.
Внучка Чакрабона Нариса с помощью архитектора Дулпичая Комолванича превратила это место в бутик-отель, каждый уголок которого хранит историю её семьи и свидетельствует о её искренней любви к тайской культуре.
Виллы Чакрабона дают возможность путешественникам исследовать исторический Бангкок, а также предлагают лодочные прогулки по реке и разнообразные блюда тайской королевской кухни. Здесь часто проводятся различные культурные мероприятия.
«В сотрудничестве с Музеем Сиама мы проводим Bangkok Edge — фестиваль искусства, литературы, драмы и тайской кухни. Это нелегкая работа, но Виллы Чакрабона как нельзя лучше подходят для подобных проектов», — говорит Нариса Чакрабон в интервью Bangkok 101.

## Фестиваль Bangkok Edge
Нариса Чакрабон впервые организовала фестиваль Bangkok Edge, на котором собираются писатели, ученые, творческие люди со всего мира в 2016 году.